# Samuel Bochart
Pour les articles homonymes, voir Bochart.
Samuel Bochart, né à Rouen le 10 mai 1599 et mort à Caen le 16 mai 1667, est un érudit français, ministre de la religion réformée.

## Sa vie
Il était fils de René Bochart (1560-1614), ministre protestant à Rouen (noblesse de robe originaire de Bourgogne, « seigneurs de Champigny »), et d'Esther Du Moulin, sœur du théologien Pierre Du Moulin. Il fut envoyé très jeune à Paris, où il étudia le latin et le grec sous Thomas Dempster, puis alla faire sa philosophie à l'Académie de Sedan, où il soutint en 1615 une courte thèse sur la nature de la réalité physique devant un jury présidé par Johannes Smetius. En 1618, il gagna Saumur où il étudia la théologie sous John Cameron et l'hébreu sous Louis Cappel. En 1620, il accompagna Cameron en Angleterre et fit un séjour à Oxford. Le 24 novembre 1620, il s'inscrivit à l'université de Leyde, et pendant deux ans, il y étudia l'arabe, le syriaque et le chaldéen sous la direction de Thomas van Erpe. Dans la suite de sa vie, il s'intéressa aussi à plusieurs autres langues, dont le guèze, le copte et le persan pour les langues orientales, ou le gaulois en Occident. Son don pour les langues peut s'illustrer par le fait qu'en 1613, à quatorze ans, il composa en grec ancien un poème de 44 vers à la louange de Thomas Dempster, que celui-ci jugea digne de figurer en tête de son ouvrage Antiquitatum Romanarum corpus. Il composa pendant toute sa vie, avec une grande facilité, de la poésie en latin et en grec. 
En 1623, il retourna faire un séjour à Oxford, et en 1624, il fut appelé à Caen pour y devenir pasteur. Il devait y exercer cette fonction jusqu'à sa mort, pendant quarante-trois ans. Du 22 septembre au 3 octobre 1628, il eut au château de Caen une conférence avec le jésuite François Véron, en présence du duc de Longueville, gouverneur de Normandie ; les deux controversistes publièrent chacun leur compte-rendu de la conférence, Bochart à Saumur en 1630, avec une préface historique et des dissertations théologiques.
En 1630, ayant poursuivi son étude de l'arabe, il avait déjà composé pour cette langue un dictionnaire de plus de trente mille mots (dont il parle dans son compte-rendu de la conférence de 1628). Il ne fit jamais imprimer cet ouvrage, qui n'a pas été conservé, et qu'il a dû considérer comme inutile après la publication à Leyde du dictionnaire de Jacob Golius en 1653. 
En 1636, Antoine Gosselin (d), principal du collège du Bois, publia un livre intitulé Histoire des anciens Gaulois. Bochart en fit un examen critique et y releva de nombreuses erreurs, révélant l'érudition qu'il avait acquise dans le domaine des antiquités gauloises, discipline alors nouvelle ; mais par égard pour Gosselin et ses proches, il ne montra alors sa réfutation qu'à quelques amis, et elle ne fut publiée que dans l'édition qu’Étienne Morin (d) fit de ses œuvres à Utrecht en 1692.
C'est en 1646 que fut imprimée à Caen sa Geographia Sacra, ouvrage qui lui attira l'admiration de toute l'Europe savante. Il est constitué de deux parties intitulées Phaleg et Canaan ; le Phaleg traite de l'origine et de la descendance des peuples mentionnés dans la Genèse, le Canaan est consacré aux Phéniciens, à leur langue et aux nombreuses colonies qu'ils ont fondées. Dans ce vaste ouvrage, se déploie une érudition remarquable, empruntée à des textes de treize ou quatorze langues différentes. S'agissant de la langue phénicienne, il essaie entre autres d'interpréter les passages très corrompus en cette langue qui se trouvent dans le Poenulus de Plaute. La passion qu'il développa pour les Phéniciens et leur langue le conduisit d'ailleurs à proposer de nombreuses étymologies jugées ensuite fantaisistes. Pierre-Daniel Huet raconte que c'est en lisant la Geographia Sacra qu'il décida d'abandonner l'étude du droit et de se lancer dans celle du grec et des langues orientales, et qu'il alla rendre visite de nuit à l'auteur (à cause de sa famille catholique), ce qui fut le début d'une longue et étroite relation entre les deux hommes, gâchée à la fin par une dispute.
Parmi ses disciples, il faut aussi signaler Wentworth Dillon, 4e comte de Roscommon (1633-1685), neveu du comte de Strafford qui fut ministre du roi Charles Ier. À la chute de l'oncle (1641), le neveu, âgé alors de huit ans, fut envoyé à Caen. Ce comte de Roscommon se fit ensuite un nom comme poète en Angleterre (tenant du classicisme, admiré par Alexander Pope).
En 1650, la reine Christine de Suède écrivit de sa main à Bochart pour l'engager à venir à Stockholm. Il s'y refusa tout d'abord, puis céda à une seconde lettre. En 1652, il partit accompagné du jeune Pierre-Daniel Huet, âgé de vingt-deux ans. Il passèrent par la Hollande, l'Allemagne septentrionale et le Danemark. Ils restèrent une année entière à Stockholm où ils furent logés dans le palais royal. Ils purent étudier tout à loisir dans la grande bibliothèque que la reine avait fait assembler par Isaac Vossius (avec notamment treize manuscrits arabes). Bochart préparait son Hiérozoïcon (traité sur les animaux cités dans la Bible), et il eut le plaisir de se voir offrir par la reine un manuscrit du fameux livre d'al-Qazwini (Les Merveilles des choses créées et les curiosités des choses existantes). Claude Saumaise se trouvait aussi alors à Stockholm. 
À son retour à Caen, il trouva qu'on y avait fondé en son absence une Académie des sciences, arts et belles-lettres et qu'il avait été inscrit sur la première liste des membres. Il participa ensuite aux réunions de cette académie, qui eut à l'époque une grande notoriété, Caen passant pour le second foyer intellectuel de la France après Paris. En 1659, il représenta la Normandie au synode national protestant de Loudun, le dernier qui se tînt au XVIIe siècle. Entre 1661 et 1664, il fut seul pasteur à Caen (alors qu'auparavant ils étaient quatre, le protestantisme étant très implanté à l'époque dans cette ville). En 1664, il fut rejoint par Étienne Morin, savant orientaliste comme lui.
Ce surcroît d'activités pastorales avait ralenti ses travaux (et dans les derniers temps des attaques d'apoplexie). Il y eut aussi le harcèlement judiciaire contre les protestants qui commença vers 1665, dans le but notamment de faire démolir les temples. Il fit quand même paraître son Hiérozoïcon à Londres en 1663. Il s'agit d'un ouvrage consacré à l'identification de tous les animaux qui sont mentionnés dans la Bible, mais qui embrasse aussi une foule de sujets accessoires. Environ mille auteurs y sont cités. Bochart a notamment exploité l’Histoire des animaux d'al-Damiri, dont il s'est procuré deux manuscrits. Il projetait aussi des ouvrages équivalents sur les plantes et sur les pierres précieuses mentionnées dans la Bible, et un autre sur la situation du paradis terrestre, mais la mort l'empêcha de les mener à bien, et on n'en a conservé que des fragments préparatoires. 
Dans les dernières années de sa vie, il rédigea des sermons sur chacun des chapitres de la Genèse, et à sa mort il en était au chapitre 49. Ces textes ont été publiés de 1705 à 1714, en trois volumes in-12, par le libraire Henri Desbordes (en), installé à Amsterdam. C'est, avec les actes de la conférence de 1628, la seule œuvre imprimée de Bochart qui soit rédigée en français. On a publié aussi de lui des lettres (ou des échanges épistolaires) portant sur des points de doctrine religieuse, notamment dans le cadre des controverses avec les jésuites.
C'est en débattant avec Pierre-Daniel Huet, qui l’avait accusé de traduction défectueuse d’un manuscrit d’Origène sur la transsubstantiation, que Samuel Bochart succomba à une apoplexie le 16 mai 1667, en pleine séance de l’Académie de Caen. Ses contemporains semblèrent, à cette triste occasion, prendre le parti du défunt contre l’esprit d’intransigeance et de chicane de Huet réputé être « de ces gens contre lesquels il n’est pas possible d’avoir raison ».
Il avait épousé en 1631 ou 1632 une certaine Susanne de Boutesluys, dont il eut une fille unique, Esther, qui épousa elle-même en 1649 Pierre Le Sueur, seigneur de Colleville, conseiller au Parlement de Normandie ; ce dernier couple eut un fils, Samuel Le Sueur, seigneur de Cormelles et de Colleville, également conseiller au Parlement de Normandie. Samuel Bochart fut inhumé à Cormelles-le-Royal, dans la propriété de son gendre et de sa fille, en un lieu qui fut longtemps appelé le « cimetière des protestants ».
Sa maison à Caen, au 17, rue Neuve-Saint-Jean, une maison du XVIe siècle qu'il avait achetée en 1640, fut longtemps un lieu de visite. Elle a été largement détruite par les bombardements de l'été 1944, et après la guerre, on a déblayé les ruines. Sa bibliothèque fut donnée à l'université de Caen, en 1732, par son arrière-petit-fils, Guillaume Le Sueur de Colleville. 140 volumes se trouvent encore à la Bibliothèque municipale de Caen, souvent chargés d'annotations marginales de Bochart. 

« Son siècle, et même les siècles passés, ont eu peu de personnes dont le savoir pût être comparé au sien »

— Pierre-Daniel Huet.

### Citations récentes à son sujet
« Si ses écrits peuvent sembler plus vieillis que le Discours de la Méthode, on doit lui reconnaître le mérite d’avoir fait sortir le monde phénicien du milieu des mythologistes amateurs de fables pour l’avoir projeté, avec éclat, sur la scène de l’Histoire. »
Michel Gras, Pierre Rouillard et Javier Teixidor, L’Univers phénicien, 1989 (1re éd.)
« Aujourd’hui encore, les meilleurs historiens s’accordent à saluer Samuel Bochart comme le premier au monde à avoir fait un exposé cohérent et organisé sur la langue et les colonies phéniciennes »
Jean-Pierre Thiollet, Je m’appelle Byblos, 2005.

## Publications
- Actes de la conférence tenue à Caen entre Samuel Bochart et Jean Baillehache, ministres de la parole de Dieu en l'Église réformée, d'une part, et François Véron, prédicateur des controverses, et Isaac Le Conte, doyen du Saint-Sépulcre à Caen, de l'autre, Saumur, Jean Lesnier et Isaac Desbordes, 1630 ;
- Geographia Sacra, seu Phaleg et Canaan, Caen, Pierre de Cardonel, 1646 ;
- De consiliandis in religionis negotio protestantibus, 1662 ;
- Hierozoicon, sive Bipertitum opus de animalibus Sacræ Scripturæ, Londres, Thomas Roycroft, 1663 ;
- Traduction de l'Énéide de Virgile, par Jean Regnault de Segrais (2 vol., Paris, 1668 et 1681), avec une lettre, ou dissertation, de Samuel Bochart sur la question de savoir si Énée a jamais été en Italie.

Il y eut deux éditions d’Opera omnia en Hollande après sa mort, l'une et l'autre en trois volumes in-f° : en 1692 et en 1712.

## Sources
- Louis-Daniel Paumier, Éloge historique de Samuel Bochart, avec des notes supplémentaires sur sa vie et ses ouvrages, Rouen, Nicétas Périaux, 1840, 48 p. ; portrait.
- Edward-Herbert Smith, Samuel Bochart : recherches sur la vie et les ouvrages de cet auteur illustre, Caen, Chalopin, imprimeur de l'académie ; Rouen, Frère ; Paris, J. A. Mercklein, 1833, 63 p. ; portrait ; in-8°.